# Sebastián Eguren
Sebastián Eguren Ledesma (Montevideo, Uruguay, 8 de enero de 1981) es un exfutbolista  y actual entrenador uruguayo nacionalizado sueco que jugaba de centrocampista. Actualmente es el manager deportivo del Club Nacional de Football.

## Trayectoria
Su primer club fue el Montevideo Wanderers F. C. de la Primera División de Uruguay, equipo en el que jugó entre 1999 y 2002. Entre 2003 y 2004 militó en Nacional, para acabar regresando al Wanderers en 2005. El 12 de febrero de 2004, dio positivo de cocaína en un control antidopaje efectuado tras un partido correspondiente a la Copa Libertadores y fue suspendido durante seis meses. Eguren se excusó argumentando que había tomado mate de coca para combatir los efectos de la elevada altitud (2800 m s. n. m.) de la ciudad de Quito, donde se jugaba el partido, por lo que la sanción le fue rebajada al mínimo para estos casos.
En 2005, fue traspasado al Rosenborg Ballklub de la Tippeligaen de Noruega, equipo que lo cedió al Hammarby IF de la Allsvenskan sueca para la parte final de la campaña. El 5 de diciembre de 2006, firmó un contrato de tres años con el Hammarby. El 30 de enero de 2008, fue cedido al Villarreal C. F. de la Primera División de España hasta final de temporada. En julio de 2008, el club castellonense se hizo con el jugador en propiedad y, hasta 2010, fue un fijo en el equipo del Villarreal, siendo la pareja habitual de Marcos Senna en el centro del campo. En enero de 2010, el Villarreal y la S. S. Lazio de la Serie A de Italia llegaron a un acuerdo para la cesión del futbolista hasta el final de temporada, con una opción de compra por parte del club romano al finalizar el periodo de préstamo. Finalmente, y pese a que el jugador ya había entrenado con el conjunto italiano, la cesión no llegó a producirse alegando el presidente del Lazio problemas de salud del uruguayo.
Eguren acabó siendo cedido al AIK Estocolmo, donde buscaba minutos de juego para poder disputar la Copa Mundial de Fútbol de 2010. A su regreso a la Liga sueca, los aficionados del Hammarby, su antiguo club y rival del AIK, recibieron al jugador con amenazas y dieciséis seguidores llegaron a invadir el campo en un entrenamiento. El club de Estocolmo decidió entonces que el futbolista contara con dos guardaespaldas para asegurar su integridad. El 23 de mayo de 2010, el Villarreal comunicó a Eguren que no contaría con sus servicios una vez finalizada su cesión en el fútbol sueco. En julio, se anunció su fichaje por el Real Sporting de Gijón para las siguientes tres temporadas. Sin embargo, tras el descenso del equipo a Segunda División en la temporada 2011-12, rescindió su contrato con la entidad y fichó por el Club Libertad de Paraguay. El 16 de diciembre de 2012 se proclamó campeón del Torneo Clausura.
El 5 de julio de 2013 se hizo oficial su incorporación al S. E. Palmeiras, equipo con el que se proclamó campeón de la Serie B en 2013 y consiguió el ascenso a la Serie A. Tras concluir su contrato con el club brasileño, el Montevideo Wanderers anunció el 27 de enero de 2015 un acuerdo para incorporarlo a su plantilla; a pesar de ello, días más tarde se desvinculó de la entidad uruguaya y el 13 de febrero firmó un contrato con el Club Atlético Colón de Argentina.
En julio de 2015 se anunció su regreso al Nacional y el 16 de junio de 2016 se confirmó su decisión de abandonar la práctica del fútbol para pasar a ser uno de los asistentes de Martín Lasarte en el cuerpo técnico de Nacional. En febrero de 2021, tras Lasarte ser anunciado como nuevo director técnico de la Selección chilena, formó parte de su cuerpo técnico como ayudante, hasta abril de 2022.
El 2 de mayo de 2022, fue anunciado como nuevo director técnico del Montevideo City Torque de la Primera División uruguaya.
El 19 de septiembre presentó su renuncia al cargo por los malos resultados en los últimos partidos.

## Selección nacional
En el año 1999, integró la selección uruguaya de la Divisional "B" que logró el título en la séptima edición del Torneo Internacional de Shanghái. Al año siguiente, concurrió, defendiendo a la selección juvenil "B" de Uruguay, al torneo juvenil más importante de Europa: la Copa Milk de Irlanda del Norte.
Debutó con la selección de fútbol de Uruguay el 13 de julio de 2001, en un partido contra la selección boliviana en la Copa América disputada en Colombia, sustituyendo a Rodrigo Lemos. El entrenador celeste era Víctor Púa y, en ese torneo, Uruguay obtuvo el 4.º puesto. Tras esa edición de la Copa América, participó en varios amistosos previos a la Copa Mundial de Fútbol de 2002, pero no integró la nómina definitiva para el evento. Posteriormente, Eguren participó en dos amistosos más citado por dos técnicos interinos; contra Venezuela, en 2002, dirigido por Jorge da Silva, y contra Japón, en 2003, dirigido por Gustavo Ferrín.
Durante los cinco años siguientes, el jugador no fue tenido en cuenta para integrar el combinado nacional por los seleccionadores Juan Ramón Carrasco, primero, y Jorge Fossati, posteriormente. Sin embargo, con la llegada de Óscar Washington Tabárez como director técnico, regresó a las convocatorias. Su primera participación en esta nueva etapa fue el 25 de mayo de 2008 en un amistoso contra Turquía disputado en la ciudad alemana de Bochum. Desde entonces, ha sido habitualmente citado para participar en encuentros amistosos, la fase de clasificación y la fase final de la Copa Mundial de Fútbol de 2010, la Copa América 2011 y la Copa Confederaciones 2013.
El 12 de mayo de 2014 el entrenador de la selección uruguaya, Óscar Washington Tabárez, incluyó a Eguren en la lista provisional de veinticinco jugadores con los que inició la preparación para la Copa Mundial de Fútbol de 2014, aunque finalmente no formó parte de la lista definitiva de veintitrés futbolistas que viajaron a Brasil.

### Participaciones en Copas del Mundo
| Mundial                        | Sede      | Resultado    |
| ------------------------------ | --------- | ------------ |
| Copa Mundial de Fútbol de 2010 | Sudáfrica | Cuarto lugar |

### Participaciones en Copa América
| Copa              | Sede      | Resultado |
| ----------------- | --------- | --------- |
| Copa América 2011 | Argentina | Campeón   |

### Participaciones en Copa Confederaciones
| Copa                      | Sede   | Resultado    |
| ------------------------- | ------ | ------------ |
| Copa Confederaciones 2013 | Brasil | Cuarto lugar |

## Clubes

### Como jugador
| Club                 | País      | Año       |
| -------------------- | --------- | --------- |
| Montevideo Wanderers | Uruguay   | 1999-2002 |
| Nacional             | Uruguay   | 2003-2004 |
| Montevideo Wanderers | Uruguay   | 2005      |
| Rosenborg Ballklub   | Noruega   | 2005-2006 |
| Hammarby IF          | Suecia    | 2006-2008 |
| Villarreal           | España    | 2008-2010 |
| AIK Estocolmo        | Suecia    | 2010      |
| Sporting de Gijón    | España    | 2010-2012 |
| Libertad             | Paraguay  | 2012-2013 |
| Palmeiras            | Brasil    | 2013-2014 |
| Montevideo Wanderers | Uruguay   | 2015      |
| Colón                | Argentina | 2015      |
| Nacional             | Uruguay   | 2015-2016 |

### Como entrenador
| Club                   | País    | Año  |
| ---------------------- | ------- | ---- |
| Atenas                 | Uruguay | 2020 |
| Montevideo City Torque | Uruguay | 2022 |

## Estadísticas
| Club                           | Temporada     | Liga  | Liga  | Estatal | Estatal | Copa Nacional | Copa Nacional | Torneo Internacional | Torneo Internacional | Total | Total |
| Club                           | Temporada     | Part. | Goles | Part.   | Goles   | Part.         | Goles         | Part.                | Goles                | Part. | Goles |
| ------------------------------ | ------------- | ----- | ----- | ------- | ------- | ------------- | ------------- | -------------------- | -------------------- | ----- | ----- |
| Montevideo Wanderers · Uruguay |               |       |       |         |         |               |               |                      |                      |       |       |
| 1999                           | 0             | 0     | -     | -       | -       | -             | -             | -                    | 0                    | 0     |       |
| 2000                           | 0             | 0     | -     | -       | -       | -             | -             | -                    | 0                    | 0     |       |
| 2001                           | 36            | 6     | -     | -       | -       | -             | -             | -                    | 36                   | 6     |       |
| 2002                           | 27            | 6     | -     | -       | -       | -             | -             | -                    | 27                   | 6     |       |
| Total club                     | 63            | 12    | -     | -       | -       | -             | -             | -                    | 63                   | 12    |       |
| Nacional · Uruguay             |               |       |       |         |         |               |               |                      |                      |       |       |
| 2003/04                        | 39            | 5     | -     | -       | -       | -             | -             | -                    | 39                   | 5     |       |
| Total club                     | 39            | 5     | -     | -       | -       | -             | -             | -                    | 39                   | 5     |       |
| Montevideo Wanderers · Uruguay |               |       |       |         |         |               |               |                      |                      |       |       |
| 2004/05                        | 15            | 3     | -     | -       | -       | -             | -             | -                    | 15                   | 3     |       |
| 2005/06                        | 8             | 0     | -     | -       | -       | -             | -             | -                    | 8                    | 0     |       |
| Total club                     | 23            | 3     | -     | -       | -       | -             | -             | -                    | 23                   | 3     |       |
| Rosenborg Ballklub · Noruega   |               |       |       |         |         |               |               |                      |                      |       |       |
| 2005                           | 23            | 0     | -     | -       | -       | -             | 1             | 0                    | 24                   | 0     |       |
| Total club                     | 23            | 0     | -     | -       | -       | -             | 1             | 0                    | 24                   | 0     |       |
| Hammarby IF · Suecia           |               |       |       |         |         |               |               |                      |                      |       |       |
| 2006                           | 14            | 5     | -     | -       | -       | -             | -             | -                    | 14                   | 5     |       |
| 2007                           | 22            | 8     | -     | -       | -       | -             | -             | -                    | 22                   | 8     |       |
| Total club                     | 36            | 13    | -     | -       | -       | -             | -             | -                    | 36                   | 13    |       |
| Villarreal · España            |               |       |       |         |         |               |               |                      |                      |       |       |
| 2007/08                        | 15            | 0     | -     | -       | -       | -             | -             | -                    | 15                   | 0     |       |
| 2008/09                        | 32            | 1     | -     | -       | -       | -             | 7             | 0                    | 39                   | 1     |       |
| 2009/10                        | 14            | 0     | -     | -       | 1       | 0             | 6             | 1                    | 21                   | 1     |       |
| Total club                     | 61            | 1     | -     | -       | 1       | 0             | 13            | 1                    | 75                   | 1     |       |
| AIK · Suecia                   |               |       |       |         |         |               |               |                      |                      |       |       |
| 2010                           | 7             | 0     | -     | -       | 1       | 0             | -             | -                    | 8                    | 0     |       |
| Total club                     | 7             | 0     | -     | -       | 1       | 0             | -             | -                    | 8                    | 0     |       |
| Sporting de Gijón · España     |               |       |       |         |         |               |               |                      |                      |       |       |
| 2010/11                        | 30            | 1     | -     | -       | 2       | 0             | -             | -                    | 32                   | 1     |       |
| 2011/12                        | 19            | 2     | -     | -       | 2       | 0             | -             | -                    | 21                   | 2     |       |
| Total club                     | 49            | 3     | -     | -       | 4       | 0             | -             | -                    | 53                   | 3     |       |
| Libertad Paraguay              |               |       |       |         |         |               |               |                      |                      |       |       |
| 2012                           | 20            | 3     | -     | -       | -       | -             | -             | -                    | 20                   | 3     |       |
| 2013                           | 6             | 1     | -     | -       | -       | -             | 3             | 0                    | 9                    | 1     |       |
| Total club                     | 26            | 4     | -     | -       | -       | -             | 3             | 0                    | 29                   | 4     |       |
| Palmeiras · Brasil             |               |       |       |         |         |               |               |                      |                      |       |       |
| 2013                           | 12            | 2     | -     | -       | 1       | 0             | -             | -                    | 13                   | 2     |       |
| 2014                           | 5             | 0     | 8     | 1       | 2       | 0             | -             | -                    | 15                   | 1     |       |
| Total club                     | 17            | 2     | 8     | 1       | 3       | 0             | -             | -                    | 28                   | 3     |       |
| Colón Argentina                |               |       |       |         |         |               |               |                      |                      |       |       |
| 2015                           | 8             | 0     | -     | -       | 1       | 0             | -             | -                    | 9                    | 0     |       |
| Total club                     | 8             | 0     | -     | -       | 1       | 0             | -             | -                    | 9                    | 0     |       |
| Nacional · Uruguay             |               |       |       |         |         |               |               |                      |                      |       |       |
| 2015/16                        | 3             | 0     | -     | -       | -       | -             | 3             | 0                    | 6                    | 0     |       |
| Total club                     | 3             | 0     | -     | -       | -       | -             | 3             | 0                    | 6                    | 0     |       |
| Total carrera                  | Total carrera | 355   | 43    | 8       | 1       | 10            | 0             | 20                   | 1                    | 393   | 45    |

(*) Actualizado el 20/10/15

## Estadísticas como entrenador
| Equipo                           | Div.                | Temporada           | Liga | Liga | Liga | Liga | Liga |    | Copa | Copa | Copa | Copa |   | Internacional | Internacional | Internacional | Internacional | Internacional |   | Otros | Otros | Otros | Otros |    | Totales     | Totales | Totales | Totales | Totales | Totales | Totales | Totales | Totales |
| Equipo                           | Div.                | Temporada           | PD   | G    | E    | P    | Pos. | PD | G    | E    | P    | PD   | G | E             | P             | Pos.          | PD            | G             | E | P     | PD    | G     | E     | P  | Rendimiento | GF      | GC      | Dif.    | Ptos.   |         |         |         |         |
| -------------------------------- | ------------------- | ------------------- | ---- | ---- | ---- | ---- | ---- | -- | ---- | ---- | ---- | ---- | - | ------------- | ------------- | ------------- | ------------- | ------------- | - | ----- | ----- | ----- | ----- | -- | ----------- | ------- | ------- | ------- | ------- | ------- | ------- | ------- | ------- |
| Atenas · Uruguay                 | 2.ª                 | 2020                | 16   | 4    | 7    | 5    | 10.º | -  | -    | -    | -    | -    | - | -             | -             | -             | -             | -             | - | -     | 16    | 4     | 7     | 5  | 39.58%      | 19      | 17      | +2      | 19      |         |         |         |         |
| Atenas · Uruguay                 | Total               | Total               | 16   | 4    | 7    | 5    | -    | -  | -    | -    | -    | -    | - | -             | -             | -             | -             | -             | - | -     | 16    | 4     | 7     | 5  | 39.58%      | 19      | 17      | +2      | 19      |         |         |         |         |
| Montevideo City Torque · Uruguay | 1.ª                 | 2022                | 21   | 4    | 6    | 11   | Inc. | 1  | 1    | 0    | 0    | -    | - | -             | -             | -             | -             | -             | - | -     | 22    | 5     | 6     | 11 | 31.82%      | 26      | 36      | -10     | 21      |         |         |         |         |
| Montevideo City Torque · Uruguay | Total               | Total               | 21   | 4    | 6    | 11   | -    | 1  | 1    | 0    | 0    | -    | - | -             | -             | -             | -             | -             | - | -     | 22    | 5     | 6     | 11 | 31.82%      | 26      | 36      | -10     | 21      |         |         |         |         |
| Total en su carrera              | Total en su carrera | Total en su carrera | 37   | 8    | 13   | 16   | -    | 1  | 1    | 0    | 0    | -    | - | -             | -             | -             | -             | -             | - | -     | 38    | 9     | 13    | 16 | 35.08%      | 45      | 53      | -8      | 40      |         |         |         |         |
| 1.                               |                     |                     |      |      |      |      |      |    |      |      |      |      |   |               |               |               |               |               |   |       |       |       |       |    |             |         |         |         |         |         |         |         |         |

### Resumen por competiciones
| Competición                 | Partidos | Ganados | Empatados | Perdidos | Ganados % |
| --------------------------- | -------- | ------- | --------- | -------- | --------- |
| Segunda División de Uruguay | 16       | 4       | 7         | 5        | 39.58%    |
| Primera División de Uruguay | 21       | 4       | 6         | 11       | 28.57%    |
| Copa AUF Uruguay            | 1        | 1       | 0         | 0        | 0%        |
| Total                       | 37       | 9       | 13        | 15       | 35.08%    |

## Palmarés

### Campeonatos nacionales
| Título           | Club          | País     | Año  |
| ---------------- | ------------- | -------- | ---- |
| Segunda División | Wanderers     | Uruguay  | 2000 |
| Liguilla         | Wanderers     | Uruguay  | 2001 |
| Torneo Apertura  | Nacional      | Uruguay  | 2003 |
| Torneo Apertura  | Nacional      | Uruguay  | 2004 |
| SuperCopa        | AIK Estocolmo | Suecia   | 2010 |
| Torneo Clausura  | Libertad      | Paraguay | 2012 |
| Serie B          | Palmeiras     | Brasil   | 2013 |

### Campeonatos internacionales
| Título              | Club               | País      | Año  |
| ------------------- | ------------------ | --------- | ---- |
| Copa Intertoto UEFA | Hammarby           | Suecia    | 2007 |
| Copa América        | Selección Uruguaya | Argentina | 2011 |

### Ayudante técnico
| Título              | Club     | País    | Año  |
| ------------------- | -------- | ------- | ---- |
| Campeonato Uruguayo | Nacional | Uruguay | 2016 |